# 源義家

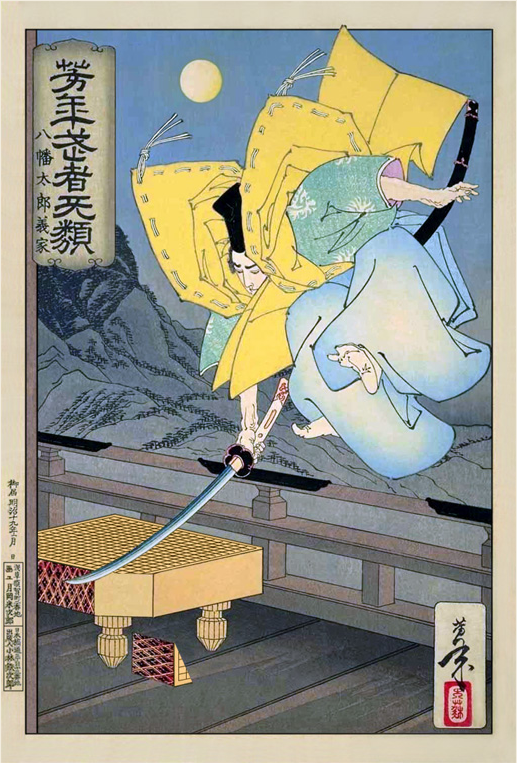
八幡太郎 源義家
浮世繪畫師月岡芳年作

源義家（1039年—1106年8月4日），日本平安時代後期的著名武将，河内源氏嫡流出身，通称「八幡太郎」或「八幡太郎義家」。源賴義之子、「新羅三郎」源義光之兄。官至正四位下加允昇殿，大正年間追贈正三位。
源義家在前九年之役、後三年之役中成功鎮壓了奧州安倍氏、出羽清原氏等奧羽俘囚豪族，之後在關東亂事中亦大顯神威，被白河法皇譽為「天下第一武勇之士」，其佩劍為「龍丸」，後代今川氏嫡子幼名都取為龍王丸。
源義家致力於士族地位的確保，成為武士的領袖(武家棟梁)，其言行處事也樹立了武士道的典範。但後來由於白河法皇懷疑源義家對奥州懷有野心，加以院政派當權，刻意削弱攝關公卿派及源義家的勢力。源義家晚年時起，河內源氏一門內部分裂，河內源氏嫡流勢力衰退。
源义家次子义亲是镰仓幕府开创者源赖朝的曾祖父；四子源義國的次子源义康（即足利义康）是室町幕府开创者足利尊氏的七世祖，而义国的长子源义重（即新田义重）则是江户幕府开创者德川家康宣称的十九世祖（德川家康宣称其三河松平氏源自新田氏分支得川氏）。因此源义家是日本历史上三个幕府政权的最近共同始祖。